# سیاماجوره
سیاماجوره (به ایتالیایی: Siamaggiore) یک کومونه در ایتالیا است که در استان اریستانو واقع شده‌است.

## خصوصیات
سیاماجوره ۱۳٫۲ کیلومترمربع مساحت و ۱٬۰۰۵ نفر جمعیت دارد.